# East Hemet, Kalifornien
East Hemet är en ort (CDP) i Riverside County, i delstaten Kalifornien, USA. Enligt United States Census Bureau har orten en folkmängd på 17 418 invånare (2010) och en landarea på 13,5 km².